# Museo del mare e della navigazione antica
Il Museo del Mare e della Navigazione Antica (o anche "Museo Civico di Santa Marinella") si trova all'interno dell'area archeologica e monumentale dell'antica città etrusca di Pyrgi e del Castello di Santa Severa, nel litorale nord di Roma, al km 52,300 della via Aurelia. Affacciato sul mare, il sito presenta tracce di frequentazione ininterrotta dalla lontana preistoria fino ai giorni nostri.
Dal Centro Visite del museo si accede all'itinerario di visita denominato “Pyrgi e il Castello di Santa Severa”: un percorso per conoscere la storia dell'antico scalo portuali del Tirreno, famoso luogo di culto, città etrusca, colonia romana, fortezza e borgo medievale. 

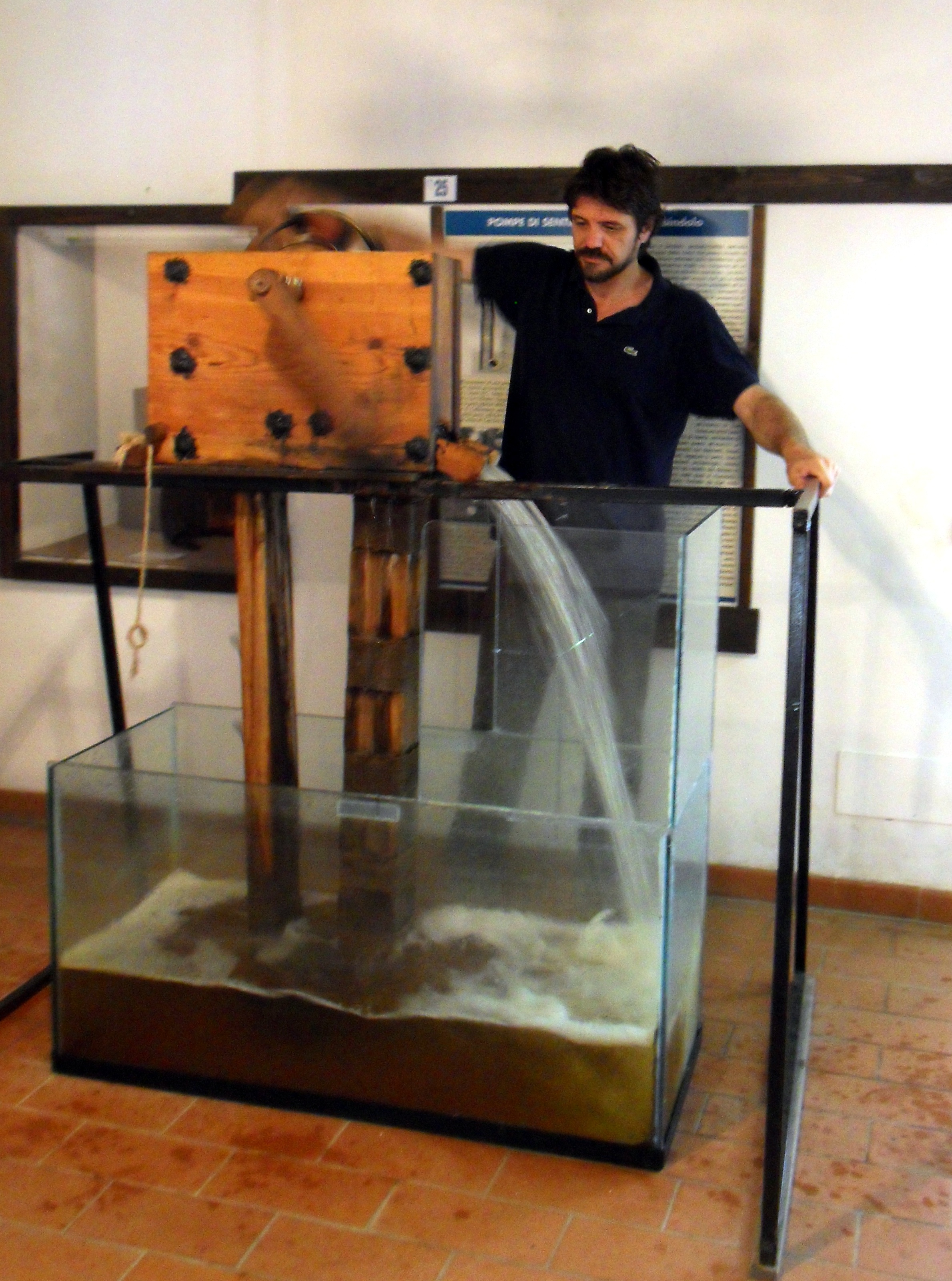
Ricostruzione di pompa idraulica romana

## Sale espositive
Sette sale ospitano centinaia di reperti distribuiti lungo un percorso espositivo e didattico che introduce il visitatore al tema della ricerca archeologica subacquea e della navigazione.
- Sala I “Dal fondo del mare la storia degli uomini”
- Sala II “Gli antichi sugli oceani”
- Sala III “Le navi e le navigazioni più antiche”
- Sala IV “Idraulica e navigazione”
- Sala V “Nel porto e sulle navi a vela”
- Sala VI “La vita sul mare e per il mare”
- Sala VII “Pyrgi Sommersa”

## Storia
Istituito nel 1994 come antiquarium navale, nel 2000 il museo venne rinnovato e arricchito con nuovi allestimenti e contenuti.
Fondato e diretto dall’archeologo Flavio Enei, conserva e valorizza le testimonianze archeologiche rinvenute sui fondali della costa ceretana compresa tra Alsium e Centumcellae, con particolare attenzione al sito di Pyrgi.

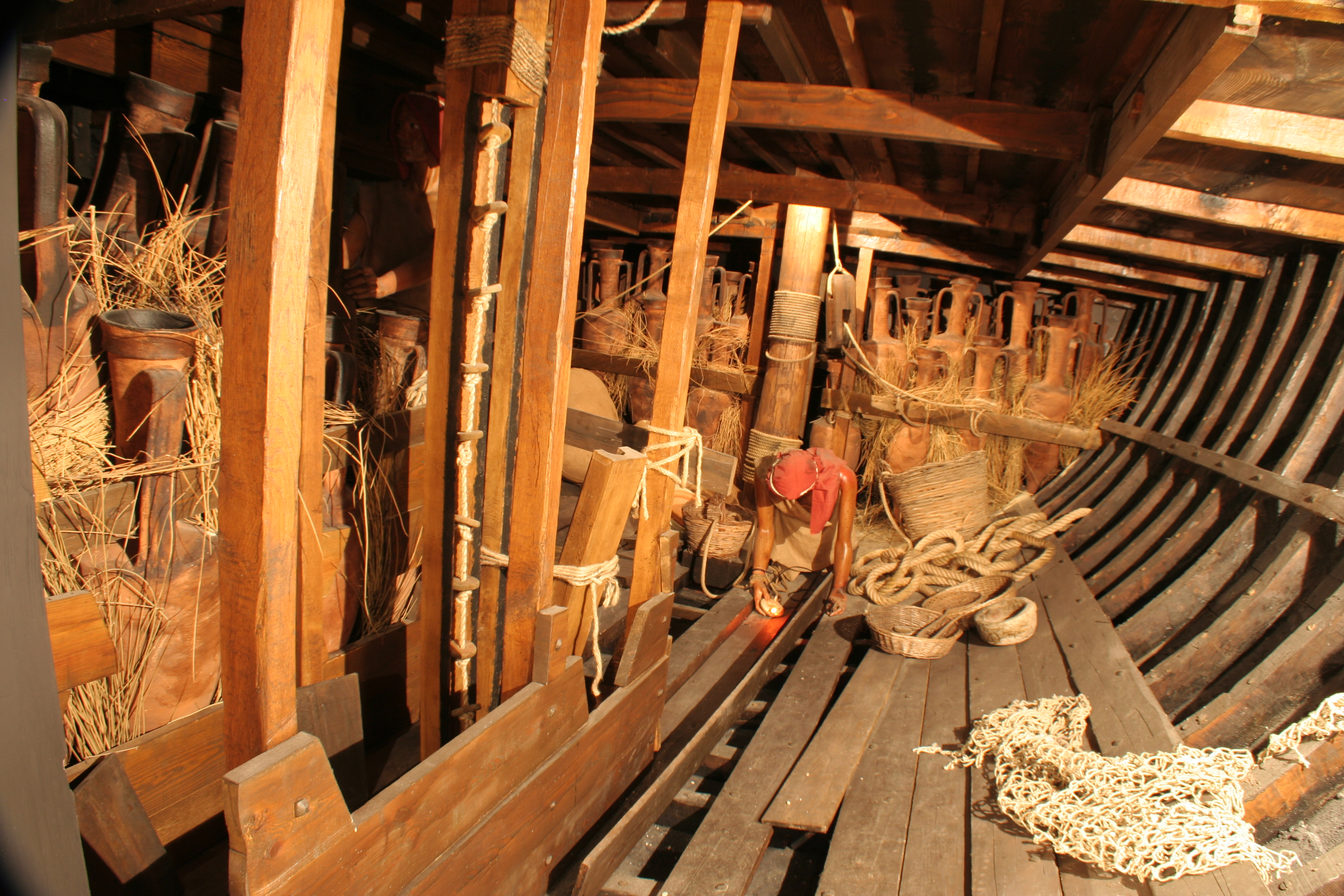
L'interno del Museo.

La struttura museale, realizzata in collaborazione con la Soprintendenza Archeologica per l’Etruria Meridionale, La Regione Lazio e la Provincia di Roma, con un approccio molto didattico consente di avvicinarsi con semplicità al mondo degli antichi marinai grazie a ricostruzioni degli ambienti e delle strumentazioni nautiche operate dal Centro Studi Marittimi del museo in collaborazione con specialisti di varie università italiane e di altri paesi europei.
Ci sono anche laboratori didattici e di restauro e una biblioteca.

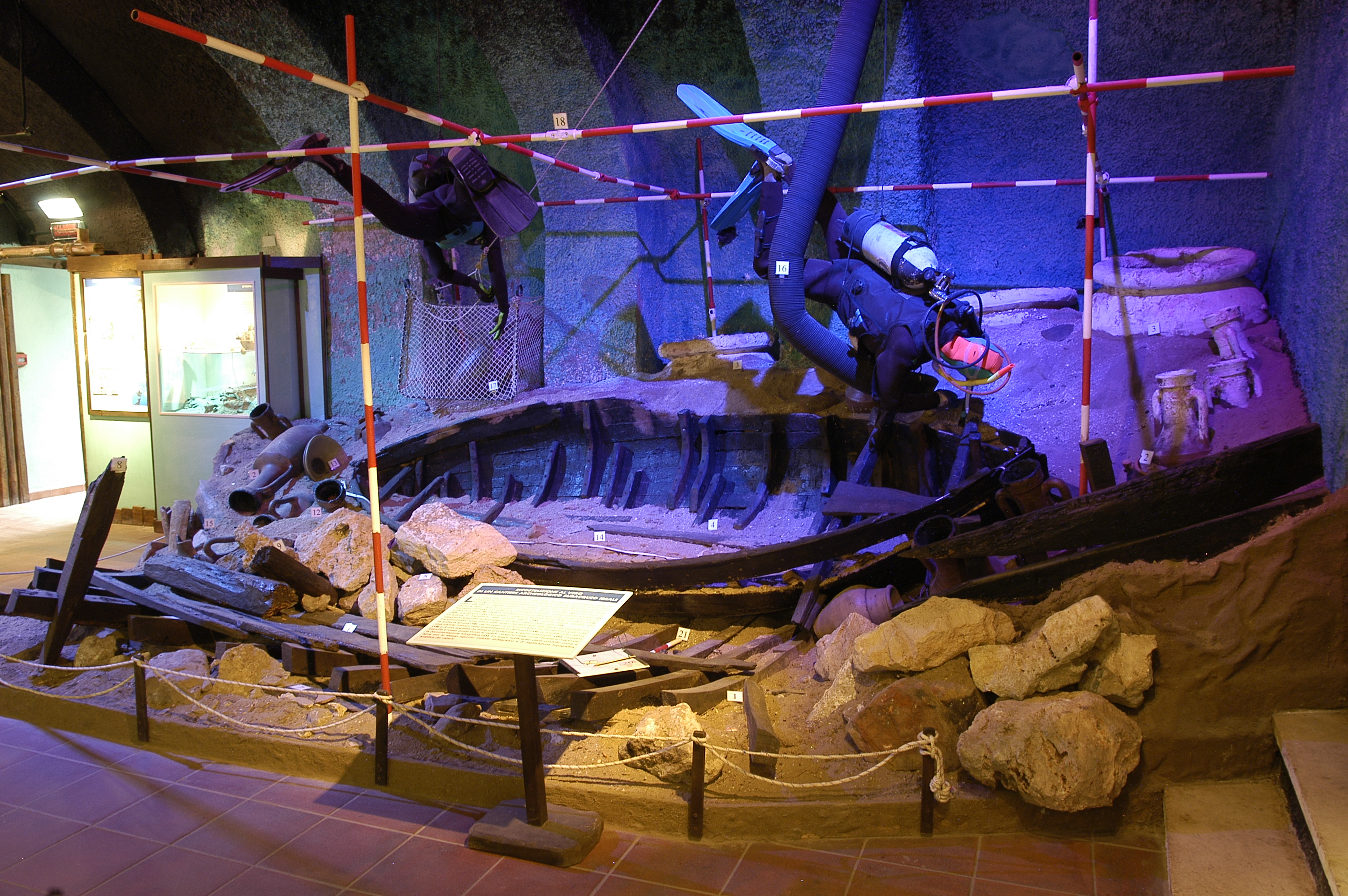
L'interno del Museo.

Le attività di divulgazione scientifica e di ricerca è curate dall'Associazione Gruppo Archeologico del Territorio Cerite in collaborazione con la Soprintendenza e gli enti locali. 
Nel 2005 ha ottenuto il marchio di qualità regionale.